# سينا إيري
سينا إيري (مواليد 9 أكتوبر 2000) هي ملاكمة يابانية، شاركت في أولمبياد 2020.